# Grolleau Gris

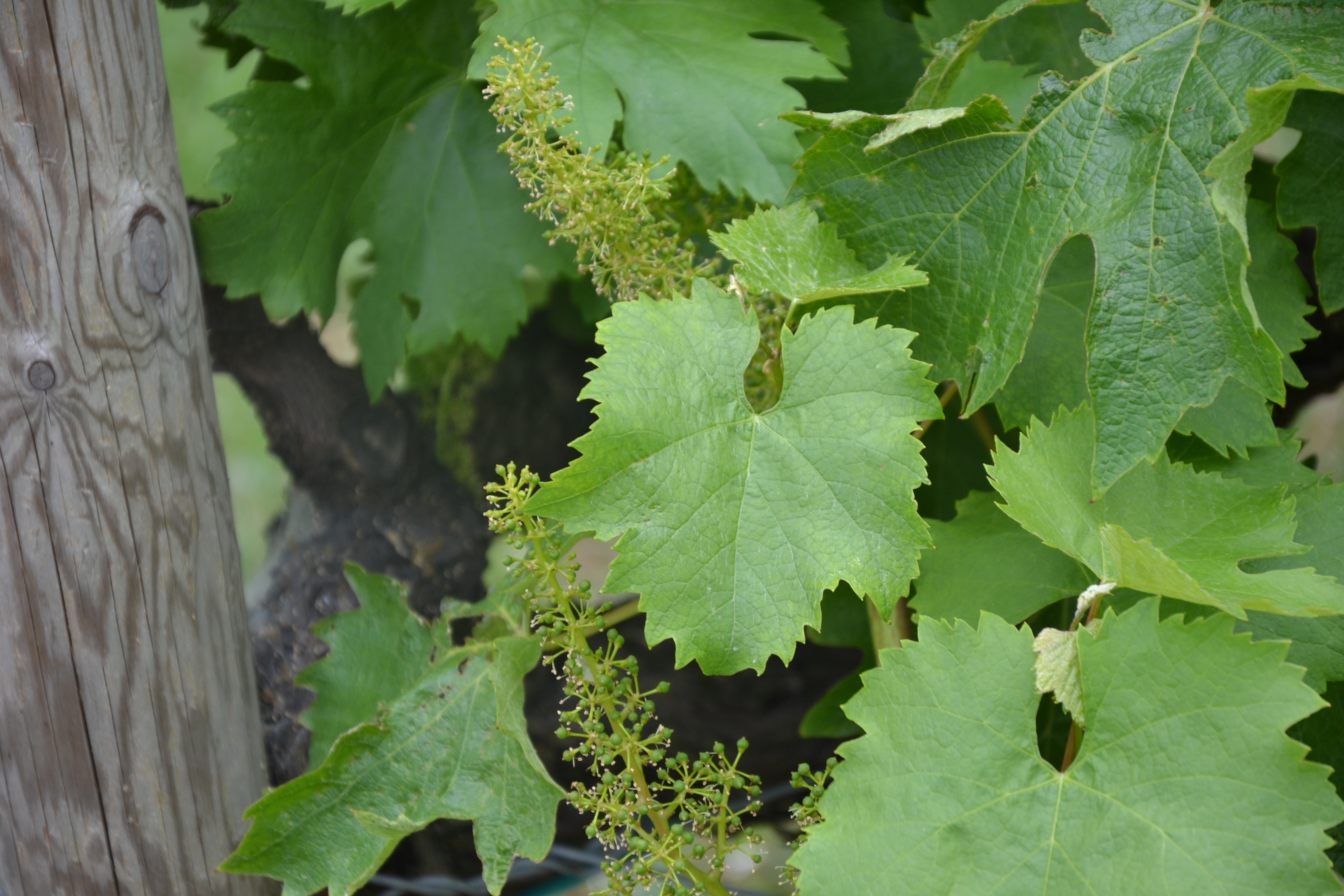
Blätter von Grolleau Gris

Grolleau Gris ist eine Weißweinsorte aus Frankreich. Sie ist eine Variante der roten Rebsorte Grolleau und wird hauptsächlich im Département Maine-et-Loire innerhalb des Weinbaugebiets Loire als Verschnitt von Weißweinen für den Vin de Pays du Jardin de la France verwendet. Daneben kommt sie in der Herstellung von Schaumweinen in der gleichen Gegend zum Einsatz. Bei Brem-sur-Mer kommt sie in den Weißweinen des Fiefs Vendéens zum Einsatz.
Nachdem die Sorte Mitte des 20. Jahrhunderts fast verschwunden war, stieg die bestockte Fläche von 21 Hektar im Jahr 1958 auf aktuell über 457 Hektar (Stand 2007, Quelle ONIVINS).  Ende der 1990er Jahre lag die Fläche sogar bei fast 900 Hektar.
Sie wird auch in Rumänien und Australien kultiviert.
Siehe auch die Artikel Weinbau in Frankreich, Weinbau in Australien und Weinbau in Rumänien sowie die Liste von Rebsorten.
Synonyme: Grolleau, Grolleau Gris de la Thibaudière, Groslot Gris

## Ampelographische Sortenmerkmale
- Die Triebspitze ist offen. Sie ist weißwollig behaart mit leicht karminrotem Anflug. Die bronzefarbenen Jungblätter sind nur spinnwebig behaart und die Blattoberfläche ist blasig.
- Die nicht gewellten Blätter sind entweder nicht gebuchtet oder aber dreilappig (sehr selten auch fünflappig) und schwach gebuchtet. Die Stielbucht ist lyrenförmig offen. Das Blatt ist stumpf gezahnt. Die Zähne sind im Vergleich der Rebsorten mittelweit gesetzt. Im Herbst verfärbt sich das Laub zum Teil rötlich.
- Die walzen- bis kegelförmige Traube ist groß, geschultert und dichtbeerig. Die rundlichen, sehr saftigen Beeren sind mittelgroß und von gräulich-rosa Farbe.

Reife: Die früh austreibende Rebsorte reift ca. 15 Tage nach dem Gutedel und gilt somit innerhalb der weißen Rebsorten noch als früh reifend, so dass sie in verhältnismäßig kühlen Lagen ausreifen kann.